# Mainzer Straße (Worms)
Die Mainzer Straße in Worms führt aus dem historischen Stadtzentrum nach Norden in Richtung Mainz. Mindestens seit dem Mittelalter war sie Teil der Fernverbindung Straßburg–Speyer–Worms–Mainz.

## Geografische Lage
Die Straße nahm ihren Ausgang am nördlichen Stadttor des inneren Mauerrings, der Martinspforte. Die Fortsetzung der Verbindung innerhalb der Stadtmauer war die Kämmererstraße. Richtung Mainz musste die Straße noch den äußere Stadtmauer queren, was durch die Mainzer Pforte geschah, die etwa im Bereich der heutigen Kreuzung mit Pforten- und Liebfrauenring lag.
Im Bereich der Eisenbahnbrücke, mit der die Bahnstrecke Darmstadt–Worms die Bundesstraße 9 überquert, mündet der Verlauf der Mainzer Straße in die Bundesstraße, die ab dort auch die Bezeichnung „Mainzer Straße“ bis zur Einmündung der L425 trägt. Nördlich davon und durch den Wormser Stadtteil Rheindürkheim hindurch trägt die Straße dann die Bezeichnung „Sommerdamm“.

## Historische Bezeichnungen
Die Bezeichnung „Mainzer Straße“ scheint nicht durchgängig verwendet worden zu sein. Überliefert ist die Bezeichnung „Rheinstraße“ oder „Rheingasse“ im frühen 19. Jahrhundert und der Abschnitt nördlich von Pforten- und Liebfrauenring trug während der  NS-Herrschaft die Bezeichnung „Hobelsbergerstraße“ nach dem Wormser SA-Mann Hans Hobelsberger.

## Geschichte

### Römische Zeit
Dass die Mainzer Straße Teil der Römische Rheintalstraße, der Römerstraße zwischen Argentoratum (Straßburg) und Mogontiacum (Mainz) gewesen sei, wird zwar in älterer Literatur vermutet oder unbelegt behauptet, der archäologische Nachweis gelang aber nie: Unter der Mainzer Straße in Worms kam nie ein entsprechender römischer Befund zu Tage. Die nördlichsten römischen Straßenbefunde in Worms liegen im Bereich des nördlichen Endes der Kämmerer- und Friedrichstraße, also noch bevor die Mainzer Straße beginnt. Deshalb wird die Straße zwischen dem römischen Worms (Borbetomagus) und Mainz etwa 50 bis 100 m östlich vermutet.

### Mittelalter und frühe Neuzeit
Da die beiden mittelalterlichen Stadttore, die Martins- und die Mainzer Pforte sich im Verlauf der heutigen Mainzer Straße befinden, verläuft die Straße nach Mainz spätestens seit dem Hochmittelalter hier. Die erste Martinspforte wurde wohl mit der Stadtmauer, spätestens im 12. Jahrhundert, errichtet. Entlang der Mainzer Straße, außerhalb des inneren Mauerringes entwickelte sich eine Vorstadt.
Auf der Mainzer Straße erreichte Martin Luther auf seinem Weg zum Reichstag in Worms am 16. April 1521, vormittags gegen 10 Uhr, Worms und verließ es auch am 26. April 1521 wieder.
Mit dem Bevölkerungsverlust durch die Zerstörung von Worms im Zuge des Pfälzischen Erbfolgekriegs 1689 beschränkte sich der anschließende Wiederaufbau weitestgehend auf den Bereich innerhalb des inneren Mauerrings. Die Mainzer Straße verlief nun jenseits der Martinspforte in freier Feldflur. Einziges größeres dort stehendes Gebäude war die Eulenburg, ein im Kern mittelalterlicher Adels- oder Stiftshof.

### 19. Jahrhundert

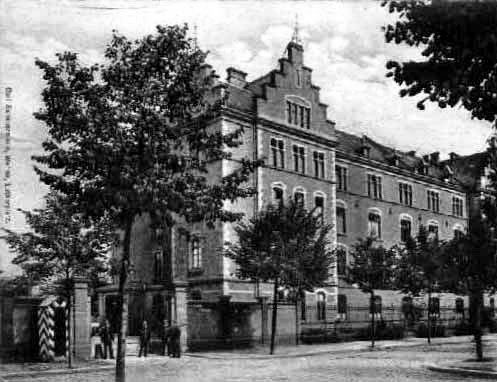
Kaserne des Infanterie-Regiments „Prinz Carl“, um 1900

Erst mit der Industrialisierung von Worms im letzten Drittel des 19. Jahrhunderts wurden die Flächen entlang der Mainzer Straße in größerem Umfang wieder für Bauherren interessant: Schon seit den 1850er Jahren gab es an der Mainzer Straße nur unmittelbar vor der Martinspforte etwas Bebauung. Die Ostseite nahm die „Kunstwolle-Fabrik“ von Valckenberg & Schoen ein. Die Bebauung reichte 1860 bis etwa zur Hermannstraße, knapp 20 Jahre später bis zur Eulenburgstraße. Es war eine gemischte Wohn- und Gewerbebebauung. An Betrieben entstanden hier eine Nudelfabrik, die Chemiefabrik Baerle, die Dégrasfabrik Trumpler (heute: Trumpler GmbH & Co. KG, Chemiefabrik), die Mühlenbauanstalt Friedrich Horn, die Rußfabrik Hissgen und die Knochenleimfabrik Dr. Menton. Zu den jeweiligen Produktionsstätten gehörten damals auch immer Fabrikanten-Villen.
Zehn Jahre später folgte auf der westlichen Straßenseite das Stadtkrankenhaus Worms. Der Entwurf stammte von Karl Hofmann, seit 1885 Chef des Bauamtes der Stadt Worms. Das Krankenhaus war eine der ersten Anlagen, die Hofmann in Worms errichtete. Es wurde im Oktober 1888 in Betrieb genommen. Heute befindet sich hier der Hans-Dörr-Park. Karl Hofmann legte auch eine Stadtplanung vor, die die stürmische Entwicklung der Stadt in dieser Zeit fassen sollte. Für die Mainzer Straße sah sie einige Querstraßen vor, von denen unter anderem der Pforten- und der Liebfrauenring angelegt wurden. An der Ecke Pfortenring / Mainzer Straße entstand dann zunächst das Militärlazarett und ab 1895 die Kaserne für das Infanterie-Regiment „Prinz Carl“. Unmittelbar hinter der Kaserne verlief damals noch der Bogen der Hafenbahn, die eine Bebauungsgrenze darstellte und das Gebiet nördlich abschnitt, das auch Hofmann nicht beplant hatte. Mit Eröffnung der Rheinbrücke Worms im Jahr 1900, der ersten Eisenbahnbrücke über den Rhein bei Worms, wurde auch die Hafenbahn weiter nördlich verlegt und die Mainzer Straße erhielt eine Durchfahrt in dem Damm der die Bahn auf die Brücke führte. Das so „hinzugewonnene“ Gebiet wurde in der Folge ebenfalls bebaut. Dazu gehörte auch, noch unmittelbar vor dem Ersten Weltkrieg, nördlich der Bahn die Zuckerfabrik. Deren Direktoren-Villa ist die letzte, die in Worms nach den gesellschaftlichen Konventionen des Kaiserreichs erbaut wurde.

### 20. Jahrhundert

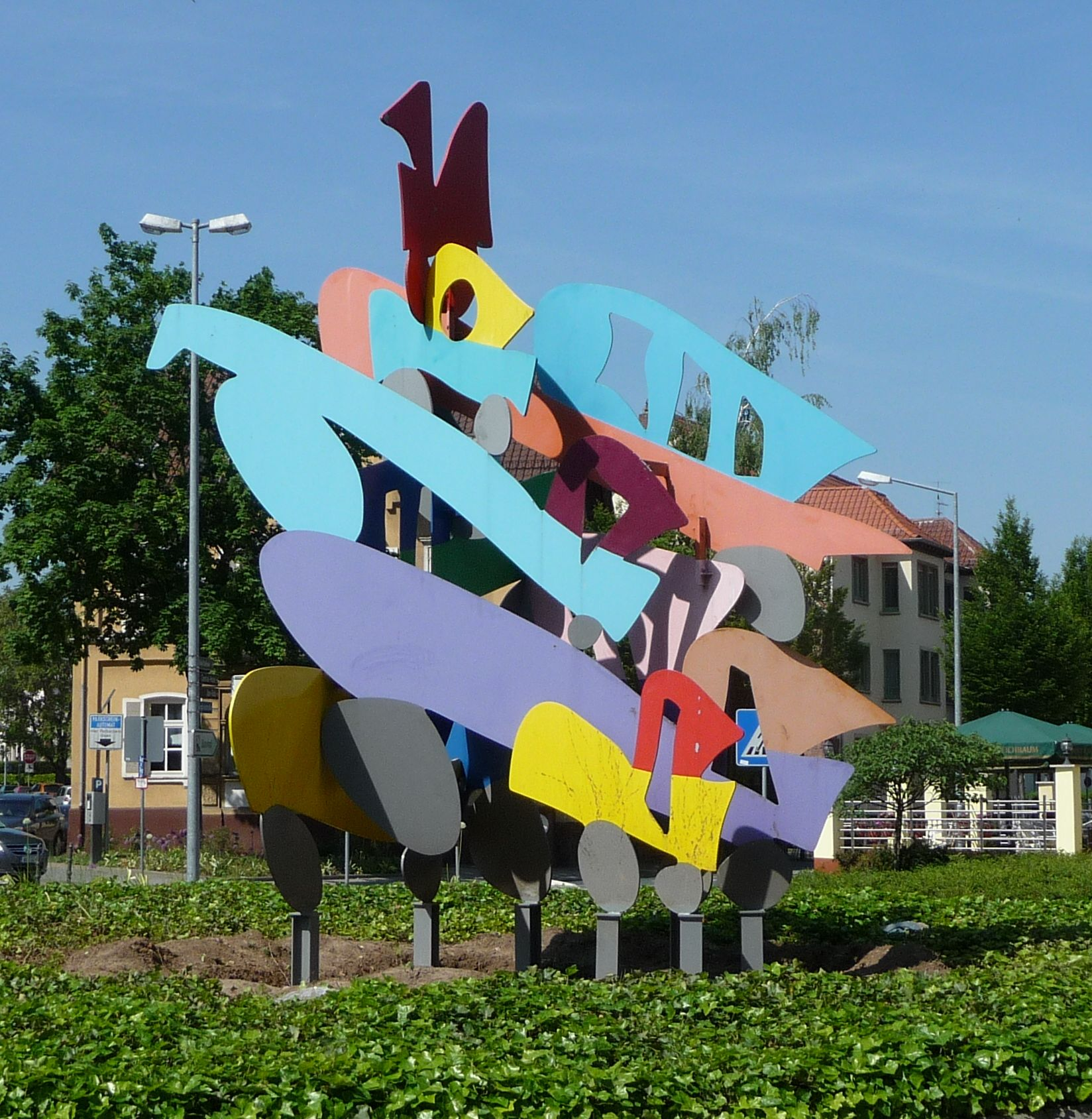
Beginn der Mainzer Straße: Car Terminal One von Matthias Mayer

1890, 1895 und 1902 startete die Stadt Worms drei Versuche, eine Eisenbahnstrecke auf oder entlang der Mainzer Straße zu errichten, um ihrem neuen Rheinhafen zusätzliches Frachtaufkommen und der Wormser Industrie Arbeitskräfte zuzuführen. Sie sollte an die städtische Hafenbahn Worms anschließen und eine Verbindung zur Altrheinbahn in Rheindürkheim schaffen. Die Versuche scheiterten aber, weil zum einen der Staat die Nutzung der Staatsstraße durch eine Eisenbahn ablehnte und zu anderen die Altrhein-Dörfer nördlich von Worms die kürzere Bahnanbindung nach Osthofen für ausreichend hielten.
Einen neuen Akzent setzte die Zwischenkriegszeit, als an der Westseite der Straße, zwischen den Querstraßen „Große Weide“ und „Nordendstraße“ und den Parallelstraßen „Birkenweg“ und „Erlenstraße“, am Ende der 1920er Jahre bis 1933 eine Arbeitersiedlung errichtet wurde, die den folgenden Zweiten Weltkrieg weitgehend unbeschädigt überstand und heute ein Kulturdenkmal ist.
Wichtigste Änderung nach dem Zweiten Weltkrieg war, dass der Hauptverkehrsstrom der B9 über den Nibelungenring, östlich an der Innenstadt vorbeigeführt wurde. Die B9 zweigt unmittelbar südlich der Unterführung unter der Bahnstrecke nach Biblis von der Mainzer Straße ab, die heute dort, im Bereich der Arbeitersiedlung (für den Autoverkehr) als Sackgasse endet. Weiter wurde 1981 der Standort des Klinikum Worms aufgegeben und die Einrichtung an den westlichen Stadtrand verlagert. Die Bauten wurden in der Folge abgerissen, auf dem Gelände entstand der Hans-Dörr-Park. Auch die Kasernen, die nach der Wehrmacht durch französisches und US-amerikanisches Militär nachgenutzt worden waren, wurden als Militärstandort 1996 aufgegeben und von einem Hotel und verschiedenen Dienstleistern nachgenutzt.